# Palais Lamberg (Wien)

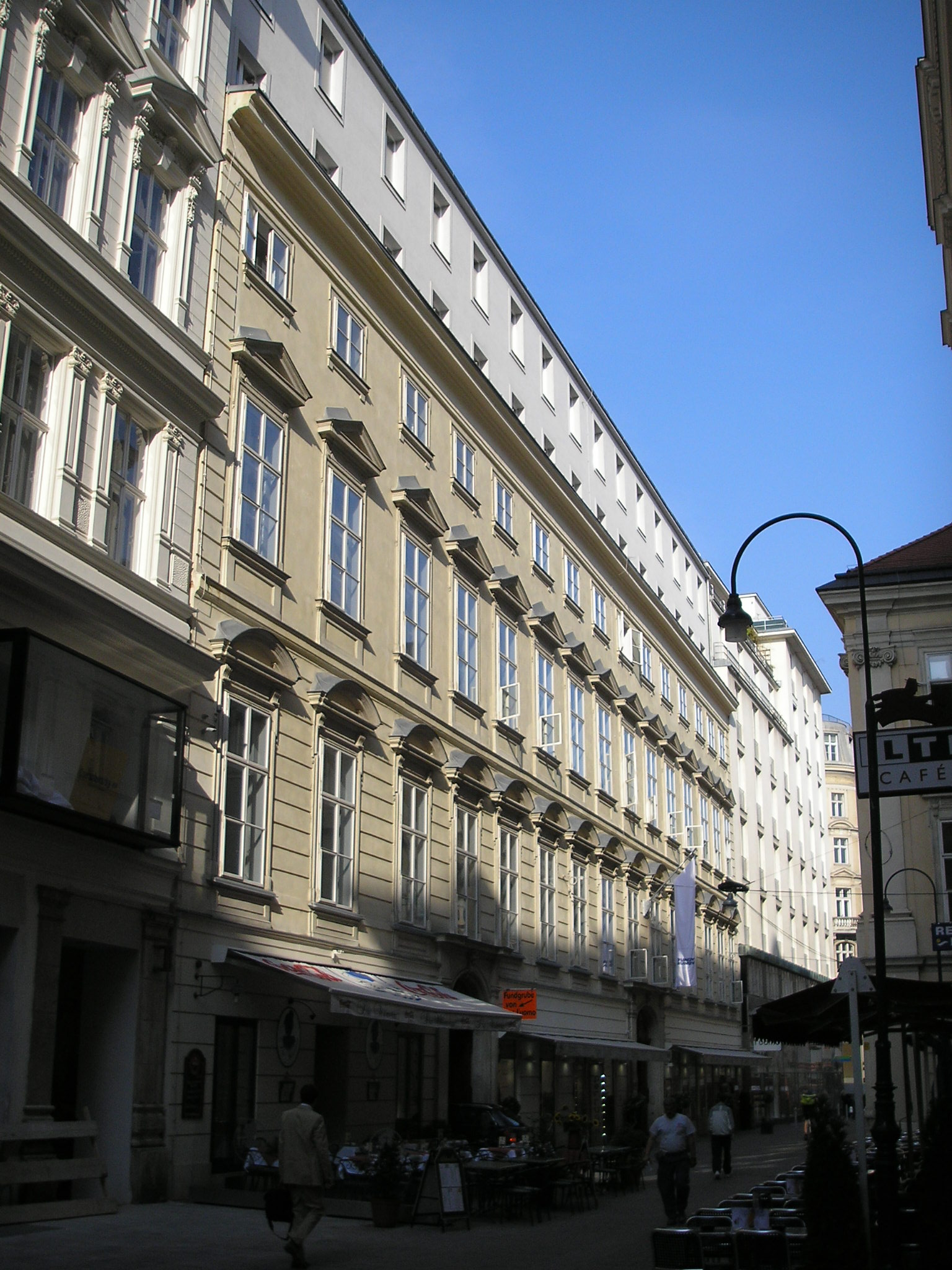
Palais Lamberg in Wien

Das Palais Lamberg ist ein Palais im 1. Wiener Gemeindebezirk Innere Stadt, Wallnerstraße 3. Weil es eine Zeit lang von Kaiser Franz Stephan von Lothringen für geschäftliche Zwecke benützt wurde, ist es auch als Kaiserhaus bekannt. Ebenso war es Jahrzehnte lang als Palais Czernin in Verwendung. Das Palais wurde ursprünglich im frühbarocken Stil erbaut, wobei vor allem das Innere des Anwesens mehrmals umgebaut wurde.

## Geschichte
Während des 17. Jahrhunderts befanden sich noch zwei verschiedene Häuser an der Stelle des heutigen Palais. Diese wurden beide um 1668 von Landmarschall Ferdinand Maximilian Graf Sprinzenstein erworben und im Jahre 1675 zum heutigen Palais umgebaut. Vor allem das Innere des Anwesens wurde reich ausgestattet. Ein weiterer Umbau erfolgte im Jahre 1730 unter Carl Joseph Graf Lamberg-Sprinzenstein, nach Plänen von Joseph Emanuel Fischer von Erlach.
Im Jahre 1740 trennte sich schließlich die Familie Lamberg von ihrem Palais. Neuer Eigentümer wurde Franz I. Stephan von Lothringen, der Gemahl der Kaiserin Maria Theresia. Das Palais war zu dieser Zeit vor allem für private Treffen und die Abwicklung von Finanzgeschäften in Gebrauch. Seit dieser Zeit ist der Name Kaiserhaus in Gebrauch. Um die Mitte des 18. Jahrhunderts erfolgte eine Erneuerung der Innenausstattung im Rokokostil. Im Jahre 1765 ging das Kaiserhaus in den Besitz Kaiser Joseph II., der dieses an Franz Ulrich Fürst Kinsky verkaufte. Später war Familie Czernin von und zu Chudenitz Eigentümer, die hier von etwa 1800 bis 1845 auch ihre dann ins Palais Czernin in der Josefstadt verlegte Gemäldegalerie pflegte. Unter den Grafen Buquoy-Longueval, die das Palais von 1855 bis 1911 besaßen, fand die letzte größere Veränderung des Palais im Inneren und seiner Fassade durch Friedrich Flohr statt.
Heute ist das Palais Lamberg im Besitz der Donau-Finanz GesmbH & Co. KG und dient als Bürohaus. Nach dem Auszug des Patentamtes im Jahr 2003 wurde in Zusammenarbeit zwischen dem Bundesdenkmalamt und dem Österreichischen Restauratorenverband unter der Leitung des Architekturbüros DI Harald Mallner der zweite und dritte Stock des Palais saniert. Zuvor hatten vor allem verschiedene Versicherungen ihren Sitz im Palais. Das Gebäude besitzt heute einen etwas unpassenden Dachausbau, der aus den 1960er Jahren stammt, der Großteil der prachtvollen Innenausstattung blieb jedoch bis heute erhalten.

## Gestaltung
Die in der Wallnerstraße gelegene Schauseite des Palais stammt noch weitgehend aus dem Jahr 1846. Einige der Räume wurden 1797 von Benedikt Henrici gestaltet. Der Festsaal ist mit Stuckputten, vergoldeten Vasen und einem Marmorkamin aus dem Jahr 1855 ausgestattet. Im hinteren Bereich des Hofes befanden sich früher Stallungen.
Meister Wolfgang Steinböck lieferte Steinmetzarbeiten aus dem Eggenburger Bildhauerstein, aus dem harten Kaisersteinbrucher Kaiserstein entstanden das Portal, die Stufensteine für die große Hauptstiege, eine Schneckenstiege, im Innenhof das Becken eines Wandbrunnens mit einem das Wasser ausspeienden Poseidon-Kopf aus Grobsandstein von Bad Fischau.

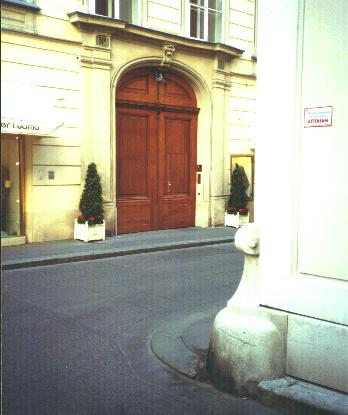
Portal
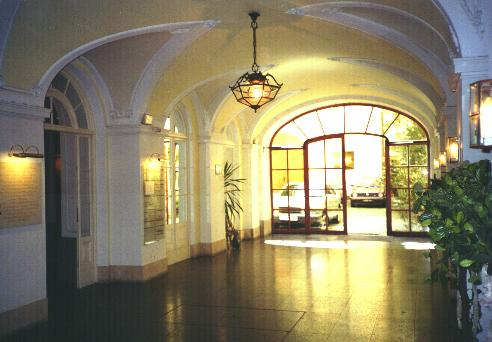
Foyer
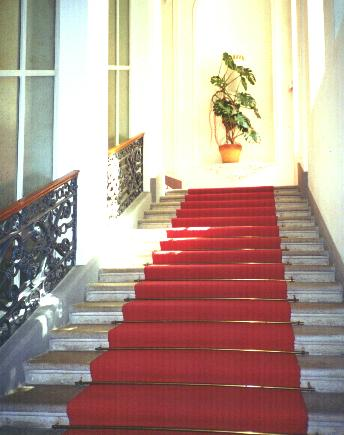
Treppenhaus
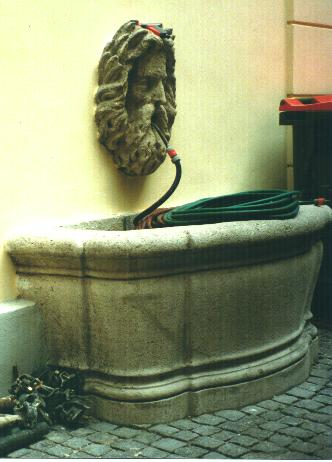
Hofbrunnen